# دیجی-کی
دیجی-کی (انگلیسی: Digi-Key) شرکت الکترونیک آمریکایی است، که در سال ۱۹۷۲ توسط رونالد استوردال تأسیس شد.